# Spider-Man: el otro
El Otro: Evoluciona o Muere (en el inglés original, Spider-Man: The Other) es una saga de cómics que consta de doce partes en la cual relata la muerte y resurrección de Spider-Man. La serie se desarrolla en los cómics Friendly Neighborhood Spider-Man, Marvel Knights: Spider-Man y The Amazing Spider-Man.

## Trama
La trama se sitúa en el mejor momento de la vida de Peter Parker, el cual por fin tiene suerte en su carrera, siendo parte del equipo de superhéroes Los Nuevos Vengadores y viviendo con ellos en la torre Stark, al igual que estando casado con Mary Jane y su Tía May disfrutando de un perfecto estado de salud. Pero las cosas se ponen mal cuando un androide aparece y le perfora la mano con una bala. Pero la cosa no termina ahí, le nace una terrible enfermedad y Morlun regresa a la vida con el afán de asesinarlo. 
Tras buscar incansablemente la cura y no poder encontrarla, Peter tiene una pelea con Morlun en el laboratorio en donde Peter fue picado por la araña radiactiva. En el desarrollo del combate, Morlun lo hiere de gravedad y luego le deforma todo su cuerpo. En el hospital donde MJ vela al lado del cadáver de su esposo, llega Morlun para comerse los restos de Peter, más primero ataca a Mary Jane y le fractura un brazo, lo que regresa a Parker a la vida. Peter, en un arranque de ira, asesina definitivamente a Morlun y luego muere en los brazos de MJ. 
Días más tarde Spider-Man revive con la ayuda de una capacidad arácnida que imposibilitó su muerte y lo dotó de muchas nuevas habilidades.

## Epílogo
Tras revivir y entrenarse con sus nuevas habilidades, Spider-Man descubre que después de su evolución se separó una parte de él que es una hembra conformada por millones de arañas que intentan tomar el cuerpo de Peter, pero tras una larga batalla en las calles repletas de gente de Manhattan, Peter triunfa y la entidad se disuelve en el drenaje jurando volver. 
En la mansión Stark, Tony le fabrica a Peter un nuevo traje a base de tecnología de Stark Company para que luche a su lado en la futura Guerra Civil de superhéroes.

## Civil War
La Guerra Civil es uno de los varios eventos que siguen a El Otro: Evoluciona o Muere. Centrándose en el decreto de registro superhumano y de la recién nacida enemistad entre el Capitán América y Iron Man. En esta batalla de héroes, Spider-Man y su reciente evolución toman un papel importante, pues sus nuevos poderes le dan la oportunidad de pelear contra Iron Man cuando cambia de bando y así poder vencerlo.

## Nuevas habilidades
Tras renacer, las habilidades naturales de Spider-Man han mejorado hasta el máximo, como la capacidad de desprender unos aguijones de sus muñecas que pueden paralizar en segundos a sus enemigos, además de ser más sensible a las vibraciones (Habilidad que le ayudó a rescatar a una niña en una explosión que había ocurrido), la capacidad de ver en la oscuridad y  la habilidad de adherirse con cualquier parte de su cuerpo sin la necesidad de usar solo las yemas de sus manos o pies.
Todas estas habilidades se mostraron por primera vez en el número #528 de The Amazing Spider-Man.